# Хинтида
Хинтида — село в Тляратинском районе Дагестана. Входит в сельское поселение сельсовет Шидибский.

## География
Расположено в 12 км к северо-северо-западу от районного центра — села Тлярата, на реке Сараор.

## Население
| 1869 | 1888 | 1895 | 1926 | 1939 | 1970 | 1989 |
| ---- | ---- | ---- | ---- | ---- | ---- | ---- |
| 96   | ↘93  | ↗99  | ↘39  | ↗41  | ↗55  | →55  |
| 2002 | 2010 | 2021 |      |      |      |      |
| ↗68  | ↘58  | ↘8   |      |      |      |      |